# Verena Fuchs
Pour les articles homonymes, voir Fuchs.
Verena Fuchs est une skieuse alpine suisse originaire de Davos.

## Arlberg-Kandahar
- Vainqueur de la descente, le 26 février 1939 à Mürren en 9:36[1].